# Folke Hernström
Folke Hernström (ur. 16 marca 1906, zm. 31 lipca 1992) – szwedzki zapaśnik walczący w stylu klasycznym. Złoty medalista mistrzostw Europy w 1929 roku. 
Mistrz kraju w 1927, 1928 i 1929 roku.